# Порножурнал
Порножурналы (также эротические журналы, иногда журналы для взрослых или секс-журналы) — журналы с содержанием явно сексуального характера. Могут содержать снимки привлекательных обнаженных субъектов (как в лёгкой порнографии), или, как в жёсткой порнографии — изображения мастурбации, орального или анального секса или полового акта.
В основном подобная печатная продукция служит для стимуляции сексуального возбуждения и часто используется в качестве вспомогательного средства для мастурбации. Некоторые журналы имеют содержание общего характера, тогда как другие могут быть более специфическими и фокусироваться на определенной порнографической нише, анатомической части или характерных черт фотомоделей. Например, издание Asian Babes посвящено азиатским женщинам, а Leg Show — женским ногам. Среди наиболее известных журналов можно назвать Playboy, Penthouse и Hustler. Кроме собственно откровенного содержания, журналы могут содержать статьи на такие темы, как автомобили, юмор, наука, компьютеры, культура и политика. По мере продолжающегося перехода печатных СМИ в «цифру», ритейлерам также пришлось меняться. Приложение Киоск компании Apple — популярный вариант для «оцифрованных» медиа, но так как в нём запрещены порнографические материалы, для взрослой прессы существуют специальные приложения.

## История
Порножурналы — часть истории эротических изображений, форма для их демонстрации и распространения.
В 1880 году впервые для дешевой печати фотографий была использована полутоновая печать. Изобретение полутоновой печати вывело порнографию и эротику в новое русло в начале 20 века. Новые процессы печати позволяли легко воспроизводить чёрно-белые фотоснимки, тогда как ранее полиграфисты в плане иллюстраций были ограничены гравюрами, ксилографиями и вырезками. Это был первый формат, который позволил порнографии стать феноменом массового рынка, она стала дешевле и доступнее, чем все прежние виды.
Первоначально появившись во Франции, новые журналы демонстрировали обнаженные (часто в качестве моделей нанимали исполнительниц бурлеска) и полуобнаженные фотографии как на обложке, так и внутри. Потом это будут называть софткором, но в своё время эти издания были довольно шокирующими. Вскоре такая печатная продукция стала маскироваться либо под «художественные журналы», либо под издания, посвященные новому культу натуризма, с такими названиями, как Photo Bits, Body in Art («Тело в искусстве»), Figure Photography («Фигурная фотография»), Nude Living («Обнаженная жизнь») и Modern Art for Men («Современное искусство для мужчин»). В 1900 году впервые вышел британский журнал Health & Efficiency (ныне H&E naturist, часто просто H&E), а в конце 1920-х годов начал публиковать статьи о натуризме. Постепенно эти материалы стали доминировать, особенно по мере того, как происходило поглощение других журналов. Время от времени в период после Второй мировой войны H&E в первую очередь удовлетворял рынок софт-порно.
Другой ранней формой порнографии были комиксы, известные как тихуанские библии, которые появились в США в 1920-х годах и существовали до начала публикации глянцевых цветных мужских журналов. Это были грубо рисованные сцены, часто использующие популярных персонажей мультфильмов и культуры.
В 1940-х годах появилось слово «пинап»; первоначально оно употреблялось для обозначения фотографий, которые вырывали из мужских журналов и календарей и «прикалывали» (англ. to pin up — «прикалывать») к стенам солдаты США во время Второй мировой войны. Тогда как изображения 1940-х годов большей частью были сфокусированы на ногах, к 1950-м годам акцент переместился на грудь. Одними из самых популярных пинап-моделей были Бетти Грейбл и Мэрилин Монро. Монро продолжала оставаться популярной моделью для мужских журналов в 1950-х годах.
1950-е годы ознаменовались ростом первых софт-порножурналов массового рынка: Modern Man в 1952 году и Playboy в 1953 году. Playboy Хью Хефнера дал старт новому стилю мужских глянцевых журналов. Хефнер ввёл термин «центральный разворот» (англ. centrefold) и в первом издании Playboy использовал фотографию обнажённой Мэрилин Монро, несмотря на её возражения. Другим термином, который стал популярен среди читателей Playboy, стал Playboy Playmate (с англ. — «подружка плейбоя»). Эти новомодные журналы изображали обнажённых или полуобнажённых женщин, иногда имитирующих мастурбацию, однако фактически их гениталии или лобковые волосы не демонстрировались.
В 1963 году во Франции с Playboy начал конкурировать Lui, между тем как Боб Гуччионе в 1965 году делал то же самое в Великобритании, создав Penthouse. Стиль Penthouse отличался от других журналов; на его фотографиях женщины не смотрели в объектив камеры, казалось, будто они занимаются своими делами. Такая смена внимания повлияла на эротическое изображения женщин. Также Penthouse стал первым журналом, опубликовавшим фотографии с лобковыми волосами и полной наготой (снятой спереди); и одно, и другое в то время считалось находящимся за гранью эротики, в сфере порнографии. В 1965 году в Великобритании начал выпускаться ещё один конкурент Playboy и Penthouse — Mayfair. В сентябре 1969 года Penthouse начал издаваться в США, также составив конкуренцию Playboy. Чтобы сохранить свою долю на рынке, Playboy подобно Penthouse стал печатать фотографии с лобковыми волосами, рискуя быть обвинённым в непристойности и начав «лобковые войны»(лат. Pubic Wars, каламбур на Пунические войны — лат. Punic Wars). По мере обострения конкуренции между двумя журналами, фотографии становились всё откровеннее. В конце 1960-х некоторые журналы начали переходить к более откровенным фото, часто сосредотачиваясь на ягодицах как на стандарте того, что можно было бы легально показать и что хотели видеть читатели.
К 1970-м годам журналы, содержащие снимки лобковой зоны, получали все большее распространение. В 1971 году Пол Рэймонд (англ. Paul Raymond) начал издавать в Великобритании Men Only, а затем в 1972 году Club International. В январе 1971 года Playboy стали первыми, кто явно показал лобковые волосы на фотографии. Первой полностью обнажённой фотомоделью, снятой спереди, стала Мисс Плейбой января 1972 года. В 1974 году Ларри Флинт впервые опубликовал в США Hustler, который содержал более откровенный материал. В течение 1970-х годов некоторые исследователи обнаруживали всё более грубые изображения в таких журналах, как Playboy и Penthouse, после чего к концу десятилетия они вернулись к своему более высококачественному стилю. Paul Raymond Publications начал издавать Escort в 1980 году в Великобритании, Razzle в 1983 году и Men's World в 1988 году.
Продажи порножурналов в США значительно сократились с 1979 года, почти на 50% в период с 1980 по 1989 год. Тот факт, что число изнасилований в США за тот же период увеличилось, ставит под сомнение корреляцию между продажей журналов и преступлениями на сексуальной почве. Почти все исследования, проведённые с середины 1980-х до начала 1990-х годов, подтвердили, что порножурналы содержали значительно менее грубые изображения, чем порнофильмы.
В 1990-х годах такие журналы, как Hustler, стали публиковать более жёсткие материалы, такие как сексуальное проникновение, лесбиянство и гомосексуализм, групповой секс, мастурбация и фетишизм. В конце 1990-х и 2000-х рынок порножурналов сократился, так как им бросили вызов новые «мужские журналы», публикующие эротические фотографии, такие как FHM и Loaded. Также к снижению продаж журналов привела доступность порнографических DVD и, прежде всего, интернет-порнографии. Многие журналы создали собственные веб-сайты, на которых также демонстрируются порнографические фильмы. Несмотря на падение продаж, самые продаваемые американские журналы для взрослых по-прежнему имеют высокий тираж по сравнению с большинством популярных журналов и входят в число самых продаваемых журналов среди всех остальных.
На британском рынке журналов для взрослых в настоящее время доминирует Paul Raymond Publications, выпускающий восемь из десяти самых продаваемых порножурналов в Великобритании. В 2001 году в Великобритании насчитывалось около 100 журналов для взрослых.

## Общие черты
Некоторые журналы печатают фотографии «обычных» женщин, предоставленные читателями, например, разделы «жены читателей» некоторых британских журналов и американский Beaver Hunt. Также во многих журналах печатаются истории о сексуальных подвигах читателей, большинство из которых на самом деле написаны журналистами. Многие журналы содержат большое количество объявлений о сексе по телефону, которые являются важным источником их дохода.

## Журналы для геев
Журналы для гей-сообщества процветали, самым известным и одним из первых был Physique Pictorial, запущенный в 1951 году американским фотографом Бобом Майзером (Bob Mizer), когда он пытался продать услуги мужчин-моделей. Он публиковался в чёрно-белом варианте почти 50 лет. Журнал был новаторским в использовании реквизита и костюмов для изображения теперь стандартных гей-икон, таких как ковбои, гладиаторы и моряки.

## Производство, распространение и продажа
Успешный журнал требует значительных инвестиций в средства производства и дистрибьюторскую сеть. Требуются большие печатные прессы и многочисленные специализированные работники, такие как графические дизайнеры и наборщики. В настоящее время запуск нового журнала может стоить порядка 20 миллионов долларов, а выпускать журналы значительно дороже, чем порнофильмы, и порнографию в интернете.
Как и все журналы, порножурналы зависят от доходов от рекламы, которая может заставить журнал сделать материалы менее откровенными.
В зависимости от законов каждой конкретной юрисдикции, порножурналы могут продаваться в магазинах, газетных киосках и на заправочных станциях. Возможно, что их нужно будет продавать на верхней полке, под прилавком или в пластиковой упаковке. Некоторые торговые сети и многие независимые торговые точки не продают порножурналы. Также их можно продавать в секс-шопах или по почте.